# Ark Encounter

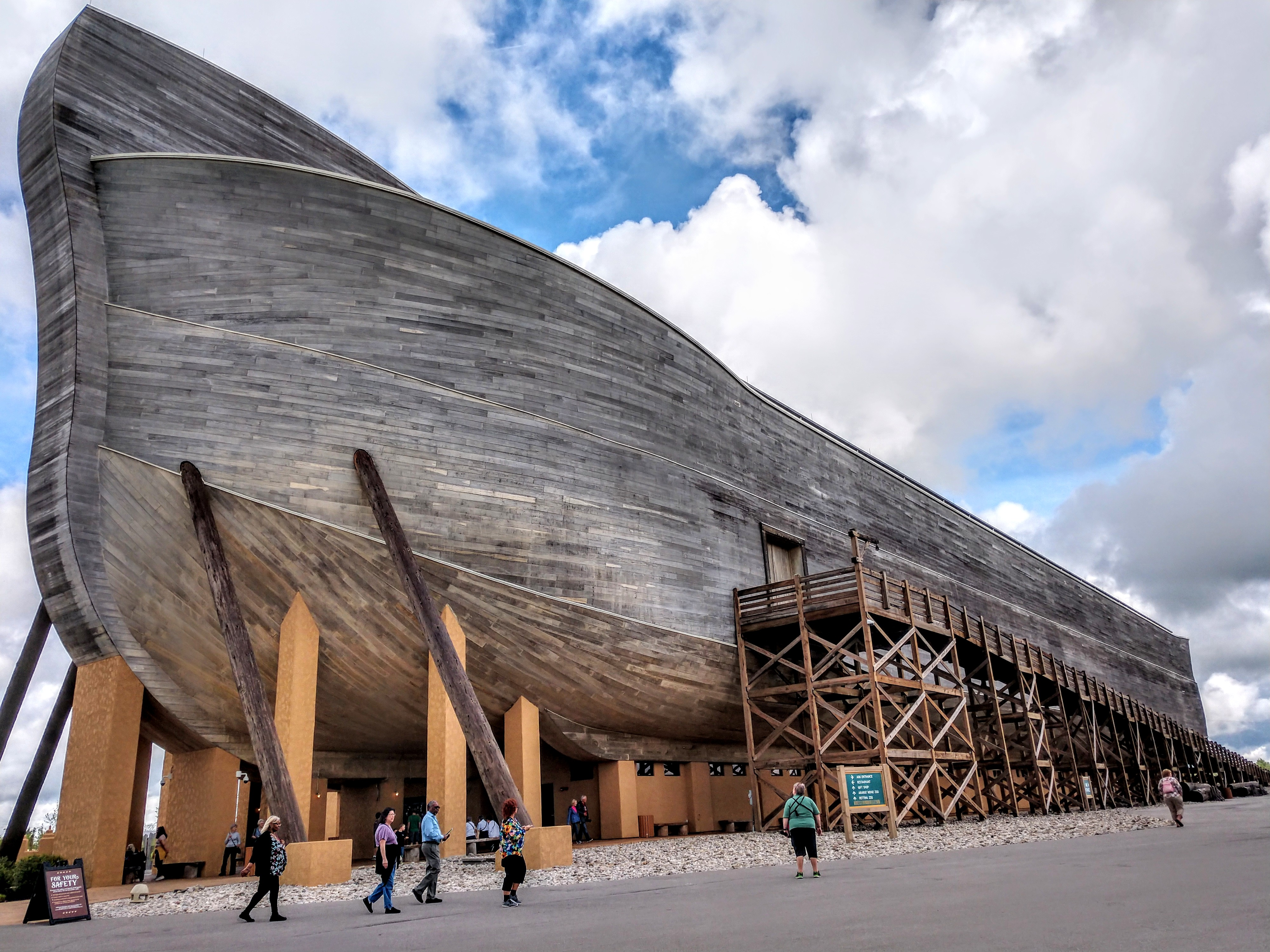

Ark Encounter («Встреча с Ковчегом») — тематический парк, пропагандирующий идеи младоземельных креационистов. Расположен в Уильямстауне в округе Грант, Кентукки, США. Основным элементом парка является реконструкция Ноева ковчега.

## История

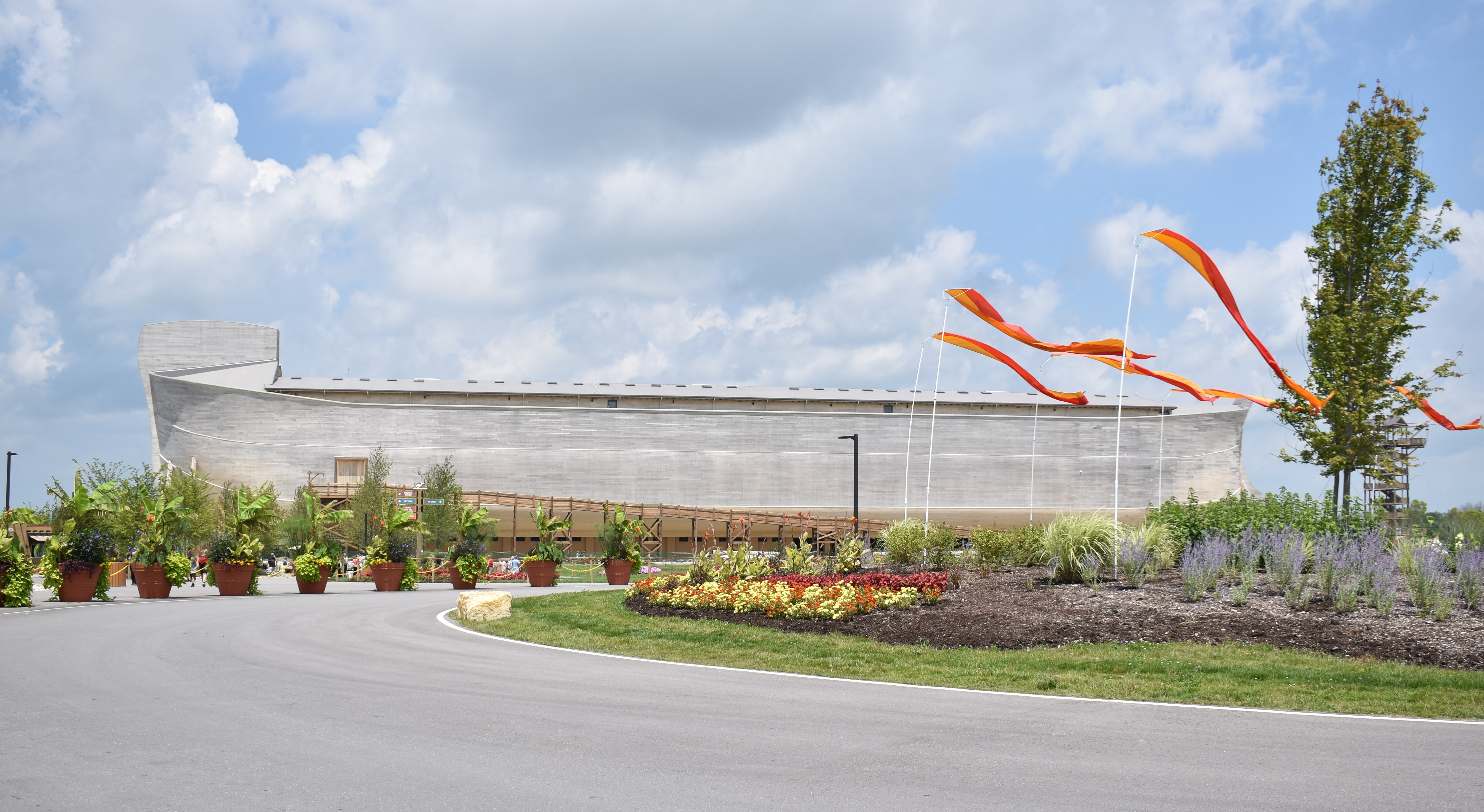
«Встреча с ковчегом» в 2016 году

Парк был основан организацией «Ответы в Книге Бытия» и открыт 7 июля 2016 года в Уильямстауне. Тема парка является отсылкой к стиху 7.7 Книги Бытия .
Открытие парка вызвало дискуссию о религиозных свободах и требованиям к отмене налоговых послаблений со стороны города и штата Кентукки, поскольку организация парка принимала на работу только верующих, подписывавших декларацию о согласии с рядом элементов доктрины .